# يورغن غيلسدورف
يورغن جيلسدورف (مواليد 19 يناير 1953) هو مدرب كرة قدم ألماني ولاعب سابق وهو حالياً منسق فرق الشباب في نادي باير ليفركوزن.

## مرتبة الشرف

### كمدرب
- نهائي كأس ألمانيا: 1991-1992